# Alexander Pärleros
Alexander Roland Andreas Warg-Pärleros, född Jönsson 9 mars 1985, är en svensk entreprenör, föreläsare, podcastare och influerare. Han driver podden Framgångspodden och Framgångsakademin.

## Biografi
När Pärleros var två år gammal lämnade hans far familjen och han växte upp i Vega i Haninge söder om Stockholm med sin mor och  två syskon. Han började tidigt arbeta för att ha råd med aktiviteter som andra barn. Som 15-åring bodde han i familjehem.
Pärleros har arbetat som mediesäljare på SBS radio och var grundare av bolaget Mobilio och medgrundare till bolaget Pensionera. Han är även 2014 års bronsmedaljör i IMMAF World Championships som är en årlig turnering på amatörnivå i MMA. Pärleros har läst marknadsekonomi på IHM Business School. Pärleros driver podden Sånt är livet tillsammans med sin hustru. Han har även skrivit boken Framgångsboken som handlar om hans liv och innehåller tips och verktyg för att bli mer framgångsrik.

## Priser och utmärkelser
- Årets supertalang entreprenör 2017[16]
- Årets digitala influencer 2018[17]
- Årets framtida ledare 2018[18]